# The Magic Numbers (musikalbum)
The Magic Numbers är det brittiska bandet The Magic Numbers självbetitlade debutalbum, utgivet 13 juni 2005. Albumet blev nominerat till 2005 års Mercury Music Prize. Från albumet är låtarna "Forever Lost" och "Love Me Like You" utgivna som singlar.

## Låtlista
1. Mornings Eleven
2. Forever Lost
3. The Mule
4. Long Legs
5. Love Me Like You
6. Which Way to Happy
7. I See You You See Me
8. Don't Give Up the Fight
9. This Love
10. Wheels on Fire
11. Love's a Game
12. Try
13. Hymn For Her (hidden track)